# Jun Suzuki (fotbollsspelare född 1987)
Jun Suzuki (鈴木 淳 Suzuki Jun?), född 12 september 1987 i Kanagawa prefektur, är en japansk fotbollsspelare.
Suzuki började sin karriär 2012 i Tokyo 23 FC. 2012 flyttade han till SC Sagamihara. Efter SC Sagamihara spelade han för Azul Claro Numazu. Han gick tillbaka till Tokyo 23 FC 2018.